# Asave
Asave – wieś w Indiach położona w stanie Maharasztra, w dystrykcie Thane, w tehsilu Dahanu.
Według spisu ludności Indii z 2011 roku, w Asave znajduje się 337 gospodarstw domowych, które zamieszkuje 1841 osób.